# Katalogskydd
Katalogskyddet är en till upphovsrätten närstående rätt, som skyddar samlingar av information. Katalogskyddet ger kortare skyddstid än upphovsrätten och hindrar inte utnyttjande av enstaka delar av samlingen. I Sverige och Finland gäller katalogskyddet i 15 års tid.
Genom katalogskyddet kan ett arbete, som saknar upphovsrättsligt skydd (då det inte når verkshöjd, såsom just en katalog), ändå vara skyddat, om det innehåller en stor mängd information, eller annars är förenat med en stor investering.
I 49 § i upphovsrättslagen stadgas följande (i dess formulering som har gällt från och med 1995).
Den som har framställt en katalog, en tabell eller ett annat dylikt arbete i vilket ett stort antal uppgifter har sammanställts eller vilket är resultatet av en väsentlig investering har uteslutande rätt att framställa exemplar av arbetet och göra det tillgängligt för allmänheten.
Rätten enligt första stycket gäller till dess femton år har förflutit efter det år då arbetet framställdes. Om arbetet har gjorts tillgängligt för allmänheten inom femton år från framställningen, gäller dock rätten till dess femton år har förflutit efter det år då arbetet först gjordes tillgängligt för allmänheten. [...]
Avtalsvillkor som utvidgar framställarens rätt enligt första stycket till ett offentliggjort arbete är ogiltiga.